# Deserto di Badain Jaran

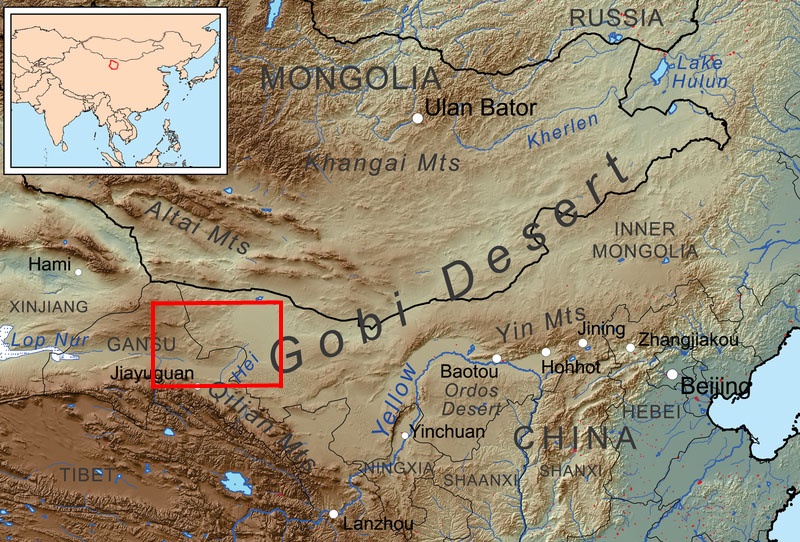
Localizzazione del deserto di Badai Jaran, sezione cinese del deserto del Gobi.

Il deserto di Badain Jaran (林T, 丹S, 吉P, 漠W, lett. "沙"|p=Bā|dān|jí|lín| Shā|mò) è un deserto della Cina che si estende sulle province di Gansu, Ningxia e Mongolia Interna. Con i suoi 49.000 km² di estensione è il terzo più grande deserto della Cina.
In questo deserto si trovano dune stazionarie tra le più alte della Terra, con un'altezza che può arrivare fino a 500 m, anche se la maggior parte oscilla attorno ai 200 m. La duna più alta, misurata dalla base alla sommità, è la terza duna più alta del mondo e la prima tra le dune stazionarie.
Nonostante la sua aridità, negli interstizi tra le dune del deserto si trovano circa 140 piccoli laghi alimentati da sorgenti sotterranee; alcuni contengono acqua dolce, mentre in altri casi l'acqua è estremamente salina. Sono proprio questi laghetti a dare origine al nome del deserto che in lingua mongola significa "laghi misteriosi". Il deserto è anche attraversato da un corso d'acqua, il Ruo Shui che significa "acqua debole", che ha dato luogo alla formazione di una piana alluvionale nel deserto.
Il 26 luglio 2024 è stato inserito nella Lista dei patrimoni dell'umanità dell'UNESCO durante la quarantaseiesima sessione del comitato del patrimonio mondiale, diventando il cinquantottesimo sito cinese del patrimonio dell'umanità. 

## Caratteristiche
Con i suoi oltre 49000 km² di estensione, il deserto di Badain Jaran copre una parte importante della Regione Autonoma cinese della Mongolia Interna e della parte settentrionale della provincia di Gansu. È situato nell'altopiano di Axa, tra i 1200 e 1500 m s.l.m. e viene classificato come una sottosezione del deserto del Gobi. È delimitato a nord dal deserto del Gobi e a est dal monte Lang che lo separa dal deserto di Ulan Buh (Pinyin: wū lán bù hé shā mò; Cinese: 乌兰布和沙漠).
La maggior parte delle dune del deserto non sono stazionarie, ma le più grandi che superano i 200 metri di altezza, sono stazionarie. Su queste dune solo uno strato superficiale di sabbia risulta in continuo movimento; gli strati intermedi e inferiori si sono compattati nel corso di oltre 20.000 anni di tempo, provocando l'indurimento delle particelle sabbiose che hanno dato luogo alla formazione di strati di sabbia compattata e arenaria. Anche l'elevato livello di umidità all'interno delle dune contribuisce a mantenere il loro stato di stazionarietà. La loro struttura rigida consente anche la formazione di picchi, dirupi, burroni e cavità risultanti dall'opera di erosione delle acque e dal processo di desertificazione.
Il deserto di Badain Jaran, come il deserto del Tengger che si trova a est e col quale il deserto di Badain Jaran si sta fondendo a causa dell'intensa desertificazione, è per metà un deserto sterile e sabbioso, e per l'altra metà un misto di letti rocciosi e ghiaia. Il deserto è punteggiato da una serie di laghetti e oasi attorno a cui riesce a crescere una limitata vegetazione.